# Nikica Valentić
Nikica Valentić (Gospić, 24 novembre 1950 – Zagabria, 3 maggio 2023) è stato un politico croato.
È stato Primo ministro della Croazia dall'aprile 1993 al novembre 1995.
È rappresentante del partito Unione Democratica Croata.